# Fontaines-les-Sèches
Fontaines-les-Sèches este o comună în departamentul Côte-d'Or, Franța. În 2009 avea o populație de 40 de locuitori.

## Evoluția populației
| An        | 1975 | 1982 | 1990 | 1999 | 2006 | 2009 |
| --------- | ---- | ---- | ---- | ---- | ---- | ---- |
| Populație | 87   | 59   | 47   | 50   | 42   | 40   |